# J. Mark Wilcox
James Mark Wilcox, född 21 maj 1890 i Willacoochee i Georgia, död 3 februari 1956 i White Springs i Hamilton County i Florida, var en amerikansk demokratisk politiker. Han var ledamot av USA:s representanthus 1933–1939.
Wilcox avlade år 1910 juristexamen vid Mercer University och inledde sedan sin karriär som advokat i Georgia. Han flyttade 1925 till Florida och var stadsåklagare i West Palm Beach 1928–1933. År 1933 efterträdde han Ruth Bryan Owen som kongressledamot och efterträddes 1939 av Pat Cannon.
Wilcox avled 1956 och gravsattes på Woodlawn Park Cemetery i Miami. J. Mark Wilcox Field, det historiska namnet för Miami International Airport, hedrar Wilcox.